# Ouăle lui Tarzan
Ouăle lui Tarzan este un film românesc din 2017 regizat de Alexandru Solomon.